# Десятнюк Оксана Миронівна
Десятню́к Окса́на Миро́нівна (нар. 27 липня 1970, м. Самбір Львівської області) — українська науковиця в галузі фінансів, докторка економічних наук, професорка, ректорка Західноукраїнського національного університету, Заслужений працівник освіти України.
Членкиня науково-методичної комісії у сфері «Економіка та підприємництво» (підкомісія «Фінанси і кредит») при Міністерстві освіти і науки України (2015—2018 рр.), заступниця головного редактора всеукраїнського наукового часопису «Світ фінансів».

## Життєпис
Народилася 27 липня 1970 року в місті Самбір Львівської області.
Після закінчення школи, з 1985 р. до 1988 р., здобувала освіту у Львівському фінансовому технікумі.
Продовжила навчання в Тернопільському інституті народного господарства (нині — Західноукраїнський національний економічний університет) на фінансово-економічному факультеті за спеціальністю «Бухгалтерський облік, контроль і аналіз господарської діяльності», який закінчила у 1992 році, отримавши диплом з відзнакою.

### Кар'єра
Науково-педагогічну діяльність розпочала 1 серпня 1992 р. на посаді викладачки кафедри економіки, обліку і контролю у невиробничій сфері ТІНГу, а з 20 квітня 1999 року — на посаді старшого викладача цієї ж кафедри.
1999 року захистила дисертацію на здобуття ступеня кандидата економічних наук — «Облік і внутрішній аудит основних засобів: організація та методика».
У 2002 році їй присвоєно вчене звання доцента кафедри податків та фіскальної політики.
2010 року захистила дисертацію на здобуття ступеня доктора економічних наук — «Діалектика ризиковості розбудови податкової системи України».
У період з 2010 до 2013 року виконує обов'язки завідувачки кафедри фінансів та банківської справи Чортківського інституту підприємництва і бізнесу, на той час уже Тернопільського національного економічного університету.
З 2013 року — професорка кафедри податків та фіскальної політики.
З серпня 2013 року по червень 2018 — директорка Навчально-наукового інституту інноваційних освітніх технологій ТНЕУ.

#### Участь у виборах ректораЗУНУ
У травні 2023 року висунула свою кандидатура на посаду ректора ЗУНУ на виборах, що відбулися 6 червня 2023 року. Інші кандидати-конкуренти на посаду ректора ЗУНУ — І. О. Іващук та Т. Я. Маршалок.
Десятнюк О. М. визнано переможницею виборчих перегонів. З 920 виборців, включених у списки для голосування, на вибори з'явилися 864 особи.
За кандидатуру О. М. Десятнюк віддано 752 голоси (81,7 %), за І. О. Іващук — 76 голосів (8,3 %), за Т. Я. Маршалка — 25 голосів (2,7 %), не підтримали жодного з кандидатів 7 виборців (0,8 %).

## Наукова діяльність
Має значний науковий доробок: опублікувала понад 200 навчально-методичних і наукових праць, серед них — 23 монографії, більше ніж 20 підручників і навчальних посібників, понад 70 наукових публікацій у провідних фахових виданнях України та зарубіжжя.
Під її керівництвом захищено 1 докторську та 10 кандидатських дисертацій.

### Сфера наукових інтересів
- проблеми функціонування і розвитку фіскальної системи;
- фіскальне адміністрування;
- податкова система і ризики;
- управління податковим боргом.

### Основні публікації

#### Монографії
- Сучасні виклики забезпечення митної безпеки в Україні [Текст]: монографія / А. І. Крисоватий, Є. П. Бондаренко, В. А. Валігура [та ін.] ; за ред. А. І. Крисоватого. — Тернопіль: Університетська думка, 2020. — 414 с. — Із змісту: Десятнюк, О. М. Сучасні детермінанти інформатизації митного контролю та митного оформлення в Україні / О. М. Десятнюк. — С. 335—348.
- Десятнюк, О. М. Домінанти мінімізації податкових втрат [Текст]: монографія / О. М. Десятнюк, М. М. Фільо. — Тернопіль: ТНЕУ, 2015. — 262 с.
- Десятнюк, О. М. Моніторинг податкових ризиків: теорія та практика [Текст]: монографія / О. М. Десятнюк. — Тернопіль: ТНЕУ, 2009. — 312 с.
- Фіскальний простір сталого соціально-економічного розвитку держави [Текст]: монографія / А. І. Крисоватий, Л. П. Амбрик, Є. П. Бондаренко [та ін.] ; за ред. А. І. Крисоватого. — Тернопіль: ТНЕУ, 2016. — 332 с. — Із змісту: Десятнюк, О. М. Прагматика формування та управління державним боргом в Україні / О. М. Десятнюк. — С. 141—158.
- Напрями формування податкової політики України в контексті фіскальної децентралізації та розширення бази оподаткування [Текст]: монографія / А. І. Крисоватий, О. М. Десятнюк, Л. П. Амбрик [та ін.] ; за ред. А. І. Крисоватого, О. М. Десятнюк. — Тернопіль: ТНЕУ, 2016. — 182 с. — Із змісту: Десятнюк, О. М. Стратегічні орієнтири фіскальної децентралізації: податковий вимір / О. М. Десятнюк, Д. Р. Невідома. — С. 151—164.
- Сталий розвиток аграрно-індустріального регіону: передумови, загрози і перспективи досягнення [Текст]: монографія / Є. П. Качан, Г. П. Баб'як, Н. М. Бакуліна [та ін.] ; за ред. А. І. Крисоватого, О. М. Десятнюк. — Тернопіль: ТНЕУ, 2016. — 440 с.
- Стратегічні орієнтири формування і реалізації фіскальної політики України [Текст]: монографія / А. І. Крисоватий, О. М. Десятнюк, А. Я. Кізима [та ін.] ; за ред. А. І. Крисоватого. — Тернопіль: ТНЕУ, 2012. — 356 с. — Із змісту: Десятнюк, О. М. Системний підхід до управління податковими ризиками / О. М. Десятнюк. — С. 116—134.
- Фінансово-кредитний механізм соціально-економічного розвитку країни [Текст]: монографія / за заг. ред. д.е.н. З. П. Коровіної, к. е. н., доц. В. В. Храпкіної. — Донецьк: Видавець Дмитренко Л. Р., 2013. — 264 с. — Із змісту: Десятнюк, О. М. Дисбаланси податкової системи як загроза фінансово-економічній безпеці держави / О. М. Десятнюк. — С. 71–79.
- Фінанси. Бюджет. Податки: національна та міжнародна термінологія [Текст]: у 3-х т. / З. С. Варналій, В. П. Вишневський, С. С. Гасанов [та ін.] ; за ред. Т. І. Єфименко. — Т. 3 : Податкова термінологія. Податкові системи і реформи. Податкові інститути. Податкове законодавство. — Київ: ІСЕМВ НАНУ, 2010. — 576 с. — Із змісту: Десятнюк, О. М. — С. 432—433; С. 477; С. 531—533; С. 552—556.
- Фінанси. Бюджет. Податки: національна та міжнародна термінологія [Текст]: у 3-х т. Т. 3 : Податкова термінологія. Податкові системи і реформи. Податкові інститути. Податкове законодавство / Ю. Б. Іванов, З. С. Варналій, В. П. Вишневський [та ін.] ; за ред. Т. І. Єфименко, А. І. Мярковського. — [2-ге вид., переробл. й доповн.]. — Київ: Акад. фін. упр., 2013. — 664 с.
- Становлення доктрини фінансової системи України [Текст]: монографія / за ред. С. І. Юрія, О. М. Десятнюк. — Тернопіль: Економічна думка, 2008. — 192 с. — Із змісту: Десятнюк, О. М. Прагматика розбудови податкової системи України в контексті нової концепції її реформування / О. М. Десятнюк. — С. 113—125.
- Домінанти мінімізації ХXІ століття: міжнародний та український виміри [Текст]: монографія / за ред. С. І. Юрія, Є. В. Савельєва. — Київ: Знання, 2007. — Із змісту: Десятнюк, О. М. Податкова гармонізація на глобальному рівні / О. М. Десятнюк. — С. 480—497.
- Економічні проблеми ХХІ століття: міжнародний та український виміри [Текст]: монографія / С. І. Юрій, Є. В. Савельєв, В. В. Адамик [та ін.] ; за ред. С. І. Юрія, Є. В. Савельєва. — Київ: Знання, 2007. — 595 с. — Із змісту: Десятнюк, О. М. Податковагармонізація на глобальному рівні / О. М. Десятнюк. — С. 480—497.
- Modern determinants of fiscal policy: local and international dimension [Техt]: monograph / edited by A. Krysovatyy, A. Gospodarowicz. — Wroclaw , 2016. — 282 p. — From the content: Desyatnyuk, О. Vectors to activate system of subnational taxation in Ukraine / Oksana Desyatnyuk. — Р. 33–40.
- Social, economic, legal and financial challenges in the contaxt of global transformations [Text]: monograph / А. Krysovatyy, О. Tulaі. — Bratislava-Kharkiv, 2019. — From the content: Desyatnyuk, О. М. Public finances and sustainable development opportunities and challengrs / О. М. Desyatnyuk. — P. 10–17.

#### Підручники, навчальні посібники
- Підприємництво [Текст]: підручник / А. І. Крисоватий, У. З. Коруц, В. М. Островерхов [та ін.] ; за заг. ред. А. І. Крисоватого. — Київ: Друкарський двір О. Федорова, 2021. — 331 с.
- Десятнюк, О. М. Управління податковим боргом [Текст]: навч. посіб. / О. М. Десятнюк, Т. Я. Маршалок. — Тернопіль: Вектор, 2013. — 340 с.
- Фінанси [Текст]: підручник / С. І. Юрій, В. М. Федосов, Л. М. Алексеєнко [та ін.] ; за ред. С. І. Юрія., В. М. Федосова. — [2-ге вид., переробл. і доповн.]. — Київ: Знання, 2012. — 688 с. — Із змісту: Крисоватий, А. І. Податки. Податкова система / А. І. Крисоватий, О. М. Десятнюк. — С. 107—152.
- Фіскальне адміністрування [Текст]: навч. посіб. / О. М. Десятнюк, Н. Є. Кульчицька. — Тернопіль: ТзОВ «Терно-граф», 2012. — 220 с.
- Економічне Тернопілля: реалії та перспективи = Economy of Ternopil region: realities and prospects [Текст] / С. І. Юрій, А. І. Крисоватий, О. М. Десятнюк [та ін.] ; за ред. С. І. Юрія. — Тернопіль: Економічна думка, 2011. — 120 с.
- Податкова політика: теорія, методологія, інструментарій [Текст]: навч. посіб. / під ред. дра екон. наук, проф. Ю. Б. Іванова, д-ра екон. наук, проф. І. А. Майбурова. — Харків: ВД «ІНЖЕК», 2010. — 492 с. — Із змісту: Десятнюк, О. М. Ідентифікація й управління податковими ризиками / О. М. Десятнюк. — С. 377—384.
- Фінанси [Текст]: підручник / С. І. Юрій, В. М. Федосов, Л. М. Алексеєнко [та ін.] ; за ред. С. І. Юрія, В. М. Федосова. — Київ: Знання, 2008. — 616 с. — Із змісту: Десятнюк О. М. Сутність, необхідність та види податків / О. М. Десятнюк. — С. 103—113.
- Система оподаткування та її інформаційно-облікове забезпечення [Текст]: навч. посіб. / П. М. Гарасим, О. М. Десятнюк, Г. П. Журавель [та ін.]. — Київ: Професіонал, 2006. — 736 с.
- Іванов, Ю. Б. Податкова система [Текст]: підручник / Ю. Б. Іванов, А. І. Крисоватий, О. М. Десятнюк. — Київ: Атіка, 2006. — 918 с.
- Крисоватий, А. І. Податкова система [Текст]: навч. посіб. / А. І. Крисоватий, О. М. Десятнюк. — Тернопіль: Карт-бланш, 2006. — 331 с.
- Десятнюк, О. М. Моніторинг податкових ризиків [Текст]: навч. посіб. / О. М. Десятнюк. — Тернопіль: Воля, 2005. — 216 с.
- Крисоватий, А. І. Податкова система [Текст]: навч. посіб. / А. І. Крисоватий, О. М. Десятнюк. — Тернопіль: Карт-бланш, 2004. — 335 с.
- Десятнюк, О. М. Моніторинг податкових ризиків [Текст]: навч. посіб. / О. М. Десятнюк. — Тернопіль: Воля, 2003. — 152 с.

#### Електронні повнотекстові документи
- Міжнародні економічні відносини [Електронний ресурс]: підручник / А. І. Крисоватий, Р. Є. Зварич, О. М. Сохацька [та ін.] ; за заг. ред. А. І. Крисоватого, Р. Є. Зварича. — Тернопіль: ЗУНУ, 2021. — 662 с. — Режим доступу : http://dspace.wunu.edu.ua/handle/316497/47101